# Open House (American Horror Story)
«Open House» es el séptimo episodio de la primera temporada de la serie American Horror Story, que se estrenó en FX el 16 de noviembre de 2011. El episodio fue escrito por el cocreador y productor ejecutivo Brad Falchuk y estuvo dirigido por Tim Hunter.

## Trama

### 1994
Constance descubre que Beau, su hijo deforme que vive encadenado en el ático de la casa, quizá sea alejado de ella debido a su negligencia como madre. Larry, enamorado de Constance, ahoga a Beau con una almohada. La esposa de Larry se inmola a sí misma y a sus hijas en la casa al enterarse de su relación con Constance.

### 2011
Violet encuentra consuelo en Tate, quien afirma ser consciente de los fantasmas y dice que no la lastimarán si les dice que la dejen en paz. Él le muestra algunas viejas fotografías de los Montgomery que encontró en la casa. Vivien descubre que está embarazada de gemelos. Decidida a ser honesta con los próximos compradores de la casa, descubre cosas de los Montgomery y que Charles revivió a su hijo en un monstruo, causando que Nora se vuelva loca y asesine a Charles y ella misma. Un comprador (Amir Arison) se interesa por la casa, planeando derrumbar la glorieta y construir una piscina, llevando a que Moira lo seduzca con la esperanza que compre la propiedad y sus huesos sean descubiertos. Ben encuentra el hogar de Larry y lo enfrenta, descubriendo que Larry quiere la casa porque así puede estar con Constance. Burlándose de él, Ben dice que el comprador la derrumbará y construirá condominios. Constance descubre esto e intenta seducir al comprador, pero este la ignora. Entonces informa a Moira de que él le mintió sobre la glorieta y que el plan es derrumbar la casa y construir condominios, lo que dejaría a Moira sellada en el suelo para siempre. Hacen a un lado su enemistad, y junto con Larry llevan al comprador al sótano y lo sofocan, sacándolo de la casa antes que muera. Violet comparte las fotografías de los Montgomery con Vivien, que se sorprende al descubrir que reconoce a Nora (del episodio 3) como una de las compradoras interesadas.

## Producción
El cocreador de la serie Ryan Murphy ha admitido su obsesión con el personaje de Marcy, la agente de bienes raíces, interpretada por Christine Estabrook, quien tiene un papel más prominente en Open House. «¡Me encanta! ¡Me encanta! [dijo]. Cada episodio estamos por matar a Marcy. "Este será el episodio en que la matamos", y luego escribimos más sobre ella y resulta demasiado divertido para matarla. Creo que ha sido una gran fuente de ligereza y creo que es una persona terrible. Es racista, homófoba y la peor agente de bienes raíces del mundo. Es una torpe incompetente. Me gusta imitarla en la sala de escritores.»

## Recepción y ratings
Julieanne Smolinski de New York dijo: «No sé... pero me gusta este show, es como si hubiera un monstruo deforme del ático y le pidiera a mi novio desfigurado que lo asesinara.»
Fue visto por 3.06 millones de espectadores y obtuvo una puntuación de 1.8.